# Santo Amaro das Brotas (ort)
Santo Amaro das Brotas är en ort i Brasilien.   Den ligger i kommunen Santo Amaro das Brotas och delstaten Sergipe, i den östra delen av landet, 1 300 km öster om huvudstaden Brasília. Santo Amaro das Brotas ligger 56 meter över havet och antalet invånare är 9 302.
Terrängen runt Santo Amaro das Brotas är huvudsakligen platt. Santo Amaro das Brotas ligger uppe på en höjd. Runt Santo Amaro das Brotas är det mycket tätbefolkat, med 1 361 invånare per kvadratkilometer.. Närmaste större samhälle är Nossa Senhora do Socorro, 10,7 km sydväst om Santo Amaro das Brotas.
Trakten runt Santo Amaro das Brotas består huvudsakligen av våtmarker.